# Slavutîci
Slavutîci (în ucraineană Славутич) este un oraș din Ucraina.
Slavutîci este un oraș ce a fost construit pentru refugiații din Prîpeat‎‎ în urma accidentului de la Cernobîl. Se află în apropierea graniței cu Belarus și în apropiere de orașul Chernigov, la 40 de km, și la 45 de km de Prîpeat‎‎, adică în afara zonei de excludere. În 2005 Slavutîci avea circa 25000 de locuitori. Economia orașului este încă influențată de Cernobîl pentru că unii dintre rezidenți încă mai lucrează în cadrul complexului nuclear ca paznici. Practic orașul se află la 50 km de atomocentrală.
În timpul construcției lui au fost chemați arhitecți din toate țările sovietice Lituania, Letonia, Estonia, Gruzia, Azerbaijan, Armenia, Ucraina și Rusia, rezultatul fiind că orașul e divizat în 8 districte, fiecare cu specificul lui strâns legat de țara pe care o reprezintă. Tot în acest oraș este prezent și un număr foarte mare de supraviețuitori ai accidentului nuclear din 1986, aproape 8000 de oameni.

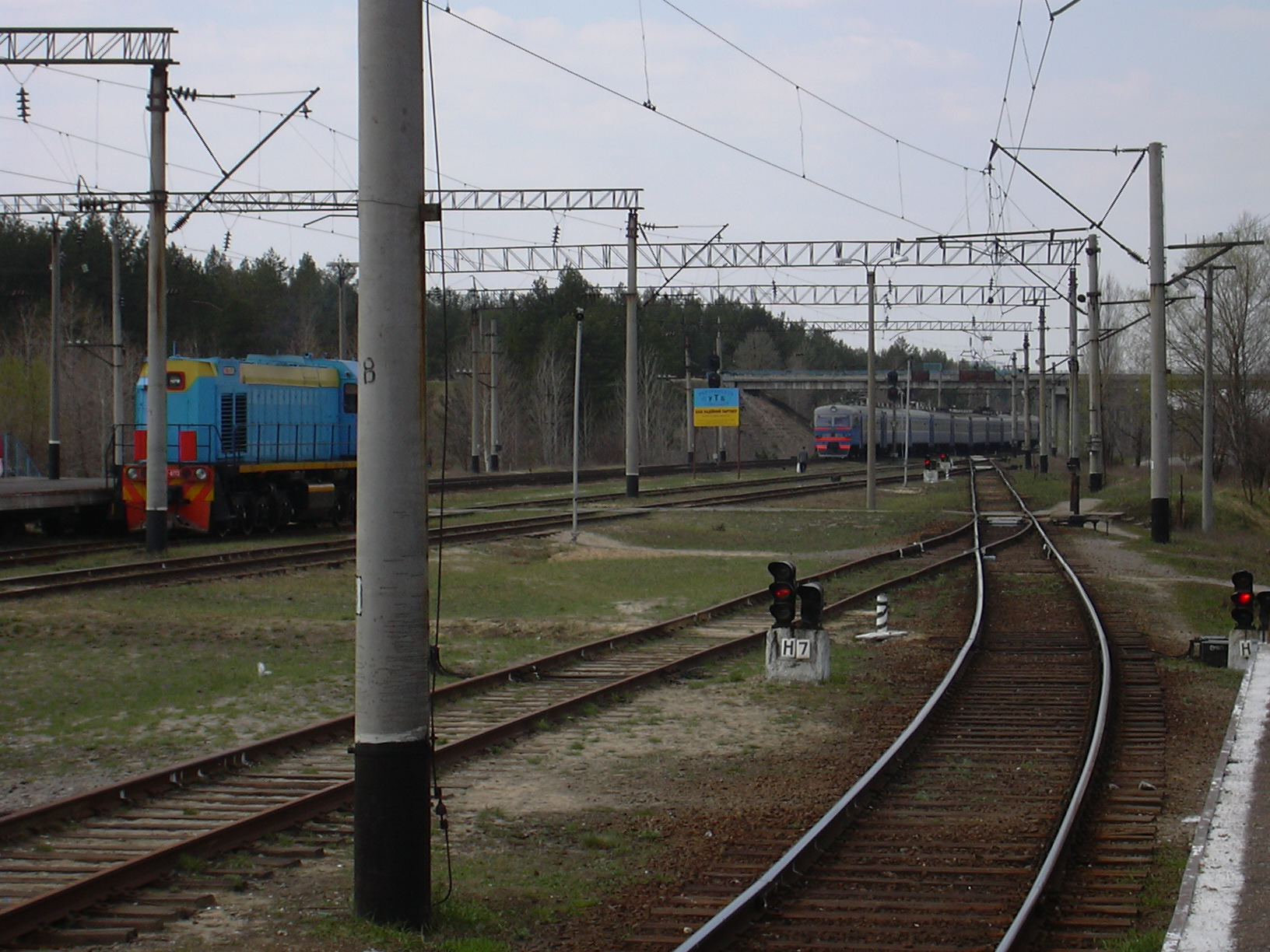
Gara din Slavutici, de unde pleacă zilnic oamenii din oraș către zona de excluziune

## Demografie
Componența lingvistică a orașului Slavutîci
     Ucraineană (55,42%)
     Rusă (42,58%)
     Belarusă (1,25%)
     Alte limbi (0,09%)
Conform recensământului din 2001, majoritatea populației orașului Slavutîci era vorbitoare de ucraineană (55,42%), existând în minoritate și vorbitori de rusă (42,58%) și belarusă (1,25%).